# Amini Fonua
Amini Tuitavake Britteon Fonua (Auckland, 14 de desembre de 1989) és un nedador competitiu tongalès.
Fonua va néixer i es va criar a Ponsonby, un barri de la ciutat d'Auckland (Nova Zelanda), fill l'advocat tongalès Sione Fonua i de Julie, d'origen britànic. Té la doble nacionalitat de Tonga i Nova Zelanda. Té dues germanes.
La carrera de natació de Fonua va començar al Club de Natació Roskill de Cameron Pool, a Auckland, entrenat per Sandra Burrow des de 1999 fins a 2007. Va batre nombrosos registres per edats d'Auckland i de Nova Zelanda sota la direcció de Burrow. Després es va traslladar a West Auckland Aquatics el 2007, i es va entrenar amb Donna Bouzaid. La tardor de 2008 es va inscriure a Texas A&M amb una beca de natació. A Texas A&M, el van escollir capità de l'equip, campió de la Big XII Conference, NCAA All-American, i va ser reconegut amb el premi Aggie Heart. Es va graduar aen telecomunicacions i multimèdia, amb un minor en escriptura creativa eal maig de 2013.
Va ser considerat el primer nedador tongalès en guanyar una medalla d'or en la competència internacional quan va guanyar l'or en 50 metres braça en els campionats de natació d'Oceania de 2010.
Per preparar-se pels Jocs Olímpics de 2012 de Londres, Fonua es va entrenar amb el neozelandès Jon Winter, designat com a entrenador de Tonga. Va ser abanderat del seu país a la desfilada de les nacions. Com a nedador en dels Jocs de 2012, va competir en els 100 metres braça masculí, però no va arribar a les semifinals.
Fonua va fer una reaparició internacional als Jocs del Pacífic de 2015 a Port Moresby (Papua Nova Guinea). Va ser el primer atleta de Tonga a guanyar tres medalles d'or en uns Jocs del Pacífic amb les proves de braça, i va batre dos rècords dels Jocs Records (50 m i 100 m braça). És l'únic atleta tongalès que ha obtingut títols duals d'Oceania i del Pacífic.
Fonua és obertament gai i defensor dels drets LGBT.